# Sultan Sultanov
Sultan Teymur oğlu Sultanov (ur. 1905, zm. 9 stycznia 1939) – radziecki (azerbejdżański) działacz partyjny.

## Życiorys
Był członkiem RKP(b)/WKP(b). W 1937 pełnił funkcję I sekretarza Komitetu Obwodowego Komunistycznej Partii (bolszewików) Azerbejdżanu w Nachiczewanie, a od 22 października 1937 do 2 marca 1938 był członkiem Biura KC KP(b)A. Podczas wielkiej czystki w ZSRR został aresztowany, następnie rozstrzelany.